# Lifi

Logo de LiFi

Lifi (acrónimo del término inglés light fidelity —LI-Fi—) es el término usado para etiquetar a los sistemas de comunicaciones inalámbricas rápidos y de bajo costo, la tecnología de transmisión de datos bidireccional más rápida que wifi. El término fue usado por primera vez en este contexto por el ingeniero Harald Haas durante la Conferencia TED celebrada en el año 2011 sobre la comunicación con luz visible y el subconjunto de las comunicaciones ópticas inalámbricas (OWC) y un complemento a las comunicaciones de radiofrecuencias RF (wifi o redes móviles) o el sustituto a la radiodifusión de datos. Hasta el momento, las mediciones realizadas muestran que es 100 veces más rápido que algunas tecnologías wifi, alcanzando velocidades de hasta 224 gigabits por segundo.
Consiste en una comunicación inalámbrica que utiliza la luz visible o ultravioleta cercana (UV) e infrarroja cercana (NIR) del espectro electromagnético (en lugar de ondas de radiofrecuencia), parte de la tecnología de comunicación inalámbrica óptica, que transporta mucha más información, y está previsto que sea la solución a las limitaciones de ancho de banda.
La iluminación led se está convirtiendo en la tecnología popular de hoy, y es utilizada para iluminar hogares, edificios, empresas, negocios, etc. La tecnología Lifi pretende usar este tipo de iluminación para transmitir información hacia cualquier dispositivo perceptible  a la luz led o que esté dentro del área de incidencia de esta, mediante cambios de intensidad de la luz. Por tanto, la tecnología lifi consiste en transmitir información por medio de la luz led. 
Lifi es un tipo de conexión a Internet que usa tecnología que se caracteriza por transmitir información a través de la luz led que podría llegar a los 10 Gbps de velocidad. Esto porque la luz se enciende y apaga hasta 10 mil millones de veces por segundo, lo que hace que se transforme la información en forma binaria (0 y 1); se aprovecha esta característica para poder enviar la información a través de la onda de la luz.

## Desarrollo
Esta tecnología OWC utiliza la luz de diodos emisores de luz (leds) como medio de comunicación para redes, móviles, comunicaciones de alta velocidad, de manera similar a wifi. En el año 2013 se preveía que el mercado de lifi crecería a una tasa anual compuesta de 82 % entre 2013 y 2018, para convertirse en un nicho de mercado de más de 6000 millones de dólares en menos de cuatro años.
Las comunicaciones de luz visible, trabajan a modo de parpadeo, conectando y apagando la corriente a los leds a tal velocidad, que es imperceptible para el ojo humano. La transmisión de datos a través de leds mediante el uso de lifi obligaría a mantener encendidas las bombillas, pudiéndose atenuar su luminosidad hasta no ser visibles para el ojo humano y continuaría estando operativa la comunicación. El no atravesar las ondas de luz las paredes hace que la distancia en las comunicaciones sean más cortas (pero por sensores se soluciona este pequeño problema) pero a la vez evita muchos problemas de piratería, al contrario que la comunicación wifi. Tampoco es necesaria la comunicación en modo línea de visión directa para transmitir la señal, la luz se refleja en las paredes alcanzando una velocidad de 70 Mbit/s.
Una de las ventajas de la tecnología lifi es la de poder utilizarse en zonas sensibles a las áreas electromagnéticas, como puede ser cabinas de aviones, hospitales y centrales nucleares, sin causar interferencias electromagnéticas. Ambas conexiones (wifi y lifi) utilizan el espectro electromagnético para la transmisión de datos, pero mientras que wifi utiliza ondas de radio, lifi utiliza la luz visible. Según la Comisión Federal de Comunicaciones (Federal Communications Commission, FCC) de los Estados Unidos, mientras el espectro electromagnético para el wifi se está saturando, lifi casi no tiene limitaciones de capacidad. Esto se debe a que el espectro de luz visible es 10 000 veces más largo que todo el espectro de radiofrecuencias completo. Las sucesivas investigaciones indican que se están alcanzando velocidades de transmisión superior a 10 Gbit/s, mucho más rápida que las primeras mediciones realizadas desde banda ancha durante el año 2013. Una de sus principales características es que va a resultar diez veces más barato que la tecnología wifi.
En el año 2014, la empresa PureLiFi realizó una demostración del primer sistema lifi que tiene disponible para poner en el mercado, el Li-1º, en la muestra anual Mobile World Congress que se celebra en Hospitalet de Llobregat (Barcelona).

## Historia
Harald Haas, profesor en la Universidad de Edimburgo, en el Reino Unido, acuñó el término "Li-Fi" en su TED Global Talk donde introdujo la idea de "datos inalámbricos de cada foco". Es el presidente de Mobile Communications en la Universidad de Edimburgo y cofundador de la empresa PureLiFi.
La terminología “comunicación con luz visible”, se remonta a la década de 1980, implica la utilización de cualquier porción de luz del espectro electromagnético para transmitir información. El proyecto D-Light, promovido por Harald Haas, iniciado en el año 2010, fue financiado hasta el año 2012 por la Digital Communications del Instituto de Edimburgo. Harald Haas, dio a conocer, hizo promoción, de esta nueva tecnología durante la Conferencia TED en el año 2011, a la vez que fundó una empresa para su comercialización. PureLiFi, que comenzó a conocerse como PureVLC, se establece como fabricante de equipos originales, la firma para comercializar los productos lifi para integrarlos en los sistemas de iluminación led existentes.
En octubre del año 2011, cuatro organizaciones interesadas en la tecnología lifi fundaron el Consorcio Li-Fi, para promover el desarrollo y la distribución de tecnologías ópticas inalámbricas en las comunicaciones, la navegación, interfaces naturales de usuario y otros campos.
Numerosas compañías ofrecen servicios unidireccionales de comunicación de luz visible, que es distinto a Li-Fi —término establecido por el comité de estandarización IEEE 802.15.7r1—.
La tecnología de comunicación de luz visible se expuso en el año 2012 utilizando el novedoso lifi. En agosto del año 2013, se demostró que con un solo led se podían transmitir más de 1,6 Gbps. En septiembre del año 2013, se publicó una noticia en los periódicos que anunciaba que la tecnología lifi y los sistemas de comunicación de luz visible en general, no dependen de una línea directa para la transmisión. En octubre del año 2013, se conoce que hay empresas de nacionalidad China que están trabajando en kits de desarrollo de lifi.
En abril del año 2014, la empresa rusa Stins Coman anunció el desarrollo de una red local inalámbrica lifi llamado BeamCaster. Sus módulos transfieren datos a una velocidad de 1,25 gigabytes por segundo, aunque tienen previsto alcanzar velocidades de hasta 5 GB/segundo en un futuro próximo. En febrero del año 2015 un nuevo récord fue establecido por la Universidad de Oxford, alcanzando una velocidad de transmisión de datos de 224 Gbps a través de un espectro de luz emitida por las lámparas led.

## Normas
Como la tecnología wifi, la lifi es inalámbrica y utiliza protocolos similares IEEE 802.11; con la diferencia de que se comunica mediante luz visible, que tiene un ancho de banda mucho más amplio, en lugar de las ondas de radiofrecuencia.
El protocolo de comunicación mediante luz visible es el que establece el IEEE 802. Aunque el estándar IEEE 802.15.7 está obsoleto ya que no considera los últimos avances tecnológicos sobre comunicaciones ópticas inalámbricas, en particular con la introducción de métodos de modulación óptica múltiple por división de frecuencias ortogonales (OFDM) que se han optimizado para velocidades de datos, acceso múltiple y eficiencia energética. La introducción de OFDM significa que se requiere una nueva unidad para la normalización de las comunicaciones inalámbricas ópticas.
No obstante, el estándar IEEE 802.15.7 define la capa física (conocido por las siglas PHY del inglés physical layer) y la capa de control de acceso al medio (conocido por las siglas MAC del inglés Media Access Control). El estándar es capaz de ofrecer suficiente velocidad de datos para transmitir servicios de audio, vídeo y multimedia. Teniendo en cuenta la movilidad de transmisión óptica, su compatibilidad con la iluminación artificial presente en infraestructuras, y la interferencia que pueda generarse por la iluminación ambiente. Los permisos de capa MAC utilizando el enlace con las otras capas como con el protocolo TCP/IP.
El estándar define tres capas PHY con diferentes tipos:
- La capa PHY que se estableció para uso al aire libre y trabaja desde 11,67 kbit/s a 267,6 kbit/s.
- La capa PHY II permite alcanzar velocidades de datos a partir de 1,25 Mbit/s a 96 Mbit/s.
- La capa PHY III se utiliza para muchas fuentes de emisiones con un método de modulación particular llamada modulación por desplazamiento de color (CSK). PHY III puede ofrecer velocidades de 12 Mbit/s hasta 96 Mbit/s

Los formatos de modulación reconocidos por PHY I y PHY II son de modulación digital de amplitud (conocidos como OOK, acrónimo en inglés de “on-off keying”, Manipulación Encendido-Apagado) y modulación por posición de pulso variable (conocido como PPM, acrónimo de “Pulse Position Modulation”). La codificación Manchester utilizada para las capas PHY I y PHY II incluye la señal reloj dentro de los datos transmitidos mediante la representación de un valor 0 con un símbolo OOK “01” y un valor 1 con un símbolo OOK “10”.

## Punto de acceso a Internet
El sistema lifi usa una luz normal acoplada a una conexión a Internet que permite enviar datos a un receptor instalado en una computadora, lo que según sus desarrolladores resultaría en una conexión mucho más rápida que la que actualmente  proporciona el wifi. Aunque por el momento los prototipos a la venta tienen demasiados accesorios, se prevé que pronto reduzcan su tamaño y se conviertan en un serio competidor del WiFi en el mundo del Internet inalámbrico.

## Dispositivos
El lifi a diferencia del wifi utiliza menos elementos para la trasmisión y recepción de la señal, por lo que constituye en una ventaja ya que su instalación es más sencilla y más eficiente.
Elementos de trasmisión (unos de los más importantes)
- Se utilizan lámparas led que se encienden y se apagan tan rápido, que el cambio de luz no es perceptible por el ojo humano, lo cual se transforma en ondas de luz que son las que se utilizan para la emisión de los datos.[34]

- Al lado de la bombilla se instala un modulador el cual se encarga de variar la onda de la señal, para poder ser enviada

Elementos de recepción
- Para la captura de la señal se utilizan fotorreceptores, estos elementos son capaces de captar la variación de la intensidad de la luz, y convertirlos en corriente eléctrica

## Ventajas y desventajas
Algunas de las ventajas que podemos citar son:
- La velocidad de transmisión de datos es muy alta puede ir desde los 15 Mb/s hasta los 20 Gb/s
- No existe la interferencia con elementos de radio frecuencia ya que su medio de trasmisión es la luz, por lo que se puede usar en lugares donde el wifi no llega

- No requiere de circuitos ni antenas o receptores complejos, ya que lifi utiliza métodos de modulación parecidos a los infrarrojos

- Al mismo tiempo que se ilumina un lugar se puede tener señal de lifi, lo que supondría un ahorro de energía
- Puede permitir conexiones bajo el agua o en aviones, y otros lugares donde ahora no se puede tener señal[35]

Aún existen algunas desventajas dentro de las que podemos destacar:
- Las ondas de luz visible no traspasan objetos, como sí lo hacen las ondas de radio, por lo que si existe una interferencia se pierde la señal

- El alcance del haz de luz de los leds no es muy amplio, pues sólo alcanza 5 o 10 metros